# توقيت جورجيا
توقيت جورجيا بشكل أساسي هو ت ع م+04:00. كانت جورجا تتبع التوقيت الصيفي ليصبح التوقيت ت ع م+05:00 حتى العام 2003. في العام 2004 حدث ثلاث تغييرات بالتوقيت في جورجيا حيث انتقلت إلى التوقيت الصيفي الاعتيادي ت ع م+05:00 ولكن في 27 حزيران / يونيو 2004 تم تغيير التوقيت الأساسي ليصبح ت ع م+03:00 وبالتالي فالتوقيت الصيفي يصبح ت ع م+04:00 وفي 31 تشرين الأول / أكتوبر اتبعت جورجيا التوقيت الأساسي الجديد وهو ت ع م+03:00 ولكن في 27 آذار / مارس 2005 انتقلت جورجيا إلى توقيتها الأساسي القديم ت ع م+04:00 ولم تعد تتبع قاعدة التوقيت الصيفي.

## قاعدة بيانات المناطق الزمنية
تتضمن قاعدة بيانات المناطق الزمينة (IANA) منطقة زمنية واحدة لسوريا في ملف (zone.tab) باسم Asia/Tbilisi.